# Callitrichia monticola
Callitrichia monticola är en spindelart som först beskrevs av Albert Tullgren 1910.  Callitrichia monticola ingår i släktet Callitrichia och familjen täckvävarspindlar.
Artens utbredningsområde är Tanzania. Inga underarter finns listade.